# Västerås

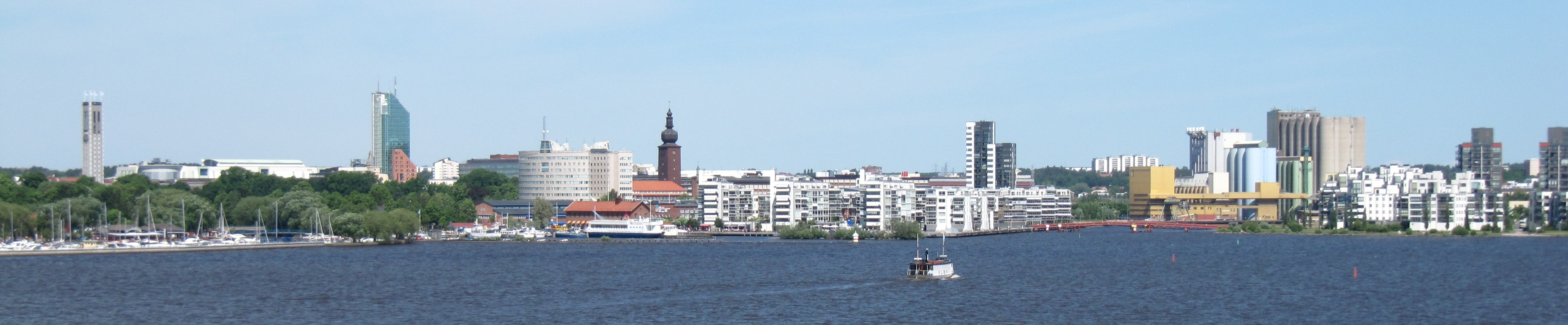
Västerås (Ansicht vom Mälaren)

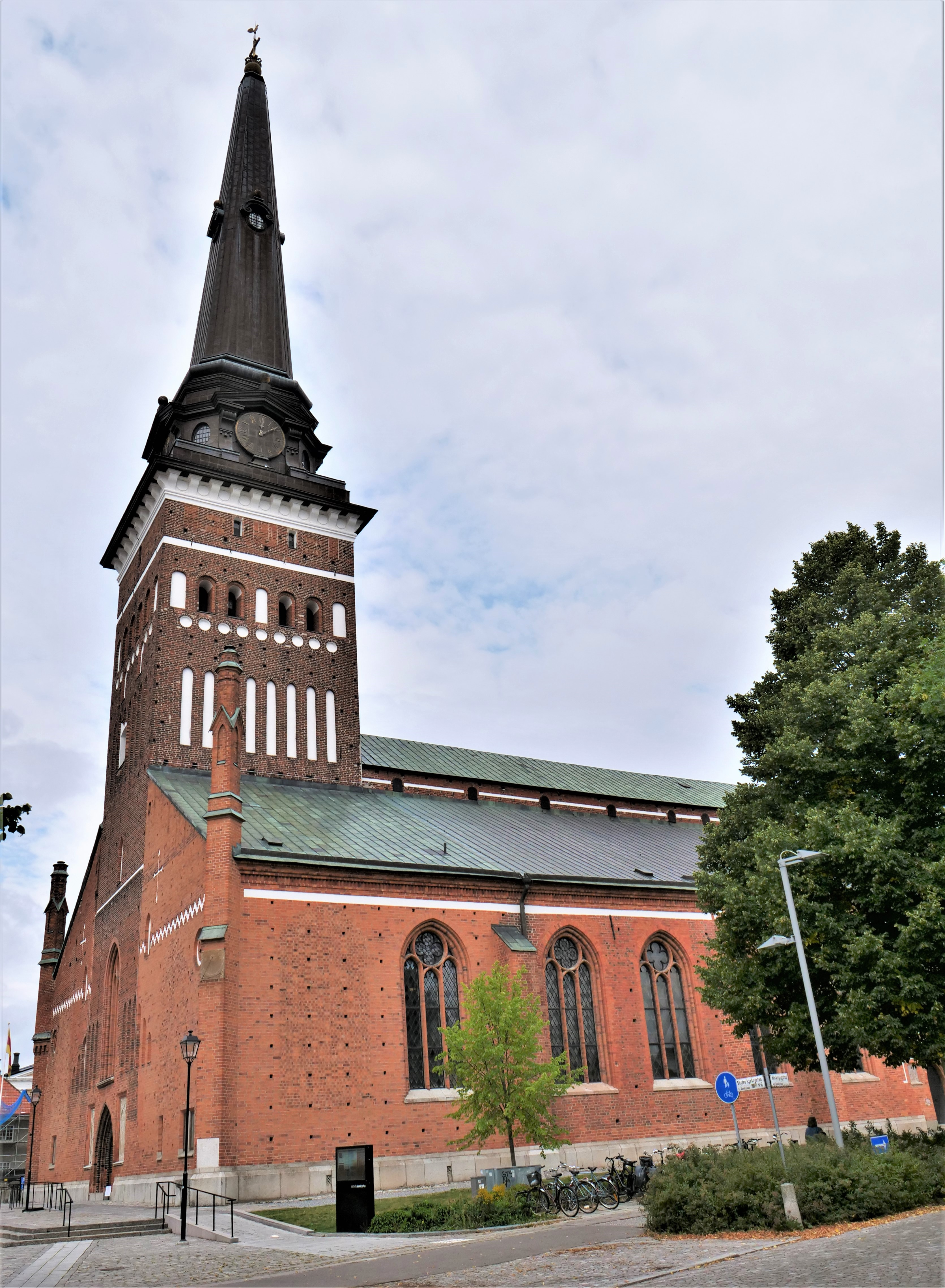
Dom zu Västerås

Västerås [vɛstərˈoːs] ist eine Stadt in der schwedischen Provinz Västmanlands län und der historischen Provinz Västmanland. Sie ist Hauptort der gleichnamigen Gemeinde.

## Geographie
Västerås liegt an einer Bucht des Mälaren, ungefähr 100 km westlich von Stockholm.

## Geschichte
Das Gräberfeld von Hornåsen am Horn von Rytterne in Västerås liegt ein paar km südlich von Borgåsund. Bereits zur Wikingerzeit wurde ein Handelsplatz namens Aros gegründet. Im Jahr 1120 wurde Västerås Bischofssitz.
Im Vorfeld des Dänisch-Schwedischen Krieges war die Stadt seit 1468 umkämpft. Am 29. April 1521 siegten die Dalekarlier unter Gustav I. Wasa über Dänemark. Mehrere Reichstage wurden in Västerås abgehalten, von denen diejenigen von 1527 und 1544 am bedeutendsten waren. 1527 beendete Gustav I. Wasa die Macht der Hierarchie und führte die protestantische Lehre in Schweden ein, 1544 machte er die Krone in seiner Familie erblich.
Im Jahr 1885 hatte Västerås 6659 Einwohner. 1990 feierte Västerås sein tausendjähriges Bestehen.

## Sehenswürdigkeiten und Veranstaltungen
Im autofreien Zentrum ist der alte Stadtkern Kyrkbacken, der im Kontrast zum modernen Stadthaus mit seinem Turm steht. Südlich davon befindet sich der Dom zu Västerås, in dem König Erik XIV. begraben liegt. Als man in den 1970ern den Sarg des Königs öffnete, fand man seine Beine abgesägt neben dem Torso liegen. Wissenschaftler begründen das damit, dass der edle Steinsarg zu kurz geraten und ein Umbau unmöglich war. Das Schloss der Stadt ist heute Sitz der Regionalregierung.
Neben der bedeutenden prähistorischen Grabstätte Anundshög ist auch das Freilichtmuseum im Stadtteil Vallby lohnend.
Jazzens Museum ist Europas erstes Jazzmuseum.
Außer dem Stadtschloss gibt es in der nahen Umgebung mehrere Schlösser, die besichtigt werden können, darunter Schloss Ängsö und Schloss Tidö mit einer nach dem Vorbesitzer Axel Oxenstierna benannten Eiche.
Die Umgebung von Västerås ist bei Fahrradfahrern und Wanderern beliebt. Das Netz der Fahrradwege ist sowohl innerhalb als auch außerhalb der Stadt hervorragend ausgebaut. Das Gräberfeld von Årby liegt westlich von Västerås. Die Runensteine von Berga (Vs 18 und Vs 19) stehen in Skultuna, nördlich von Västerås.
Power Big Meet  ist eine Veranstaltung für amerikanische Automobile, in den letzten Jahren waren mehr als 14000 Fahrzeuge an den 3 Tagen zu sehen. Sie fand in den Jahren 1984–2016 in Västerås statt. Bei Besitzern und Freunden historischer amerikanischer Automobile war Västerås international bekannt für das weltgrößte Autofestival mit amerikanischen Autos. Das Treffen war immer in der ersten Juliwoche von Donnerstag bis Samstag. Highlights waren unter anderem das Cruising durch die Stadt am Freitag und Samstagabend. 2017 wurde das Treffen nach Lidköping verlegt.

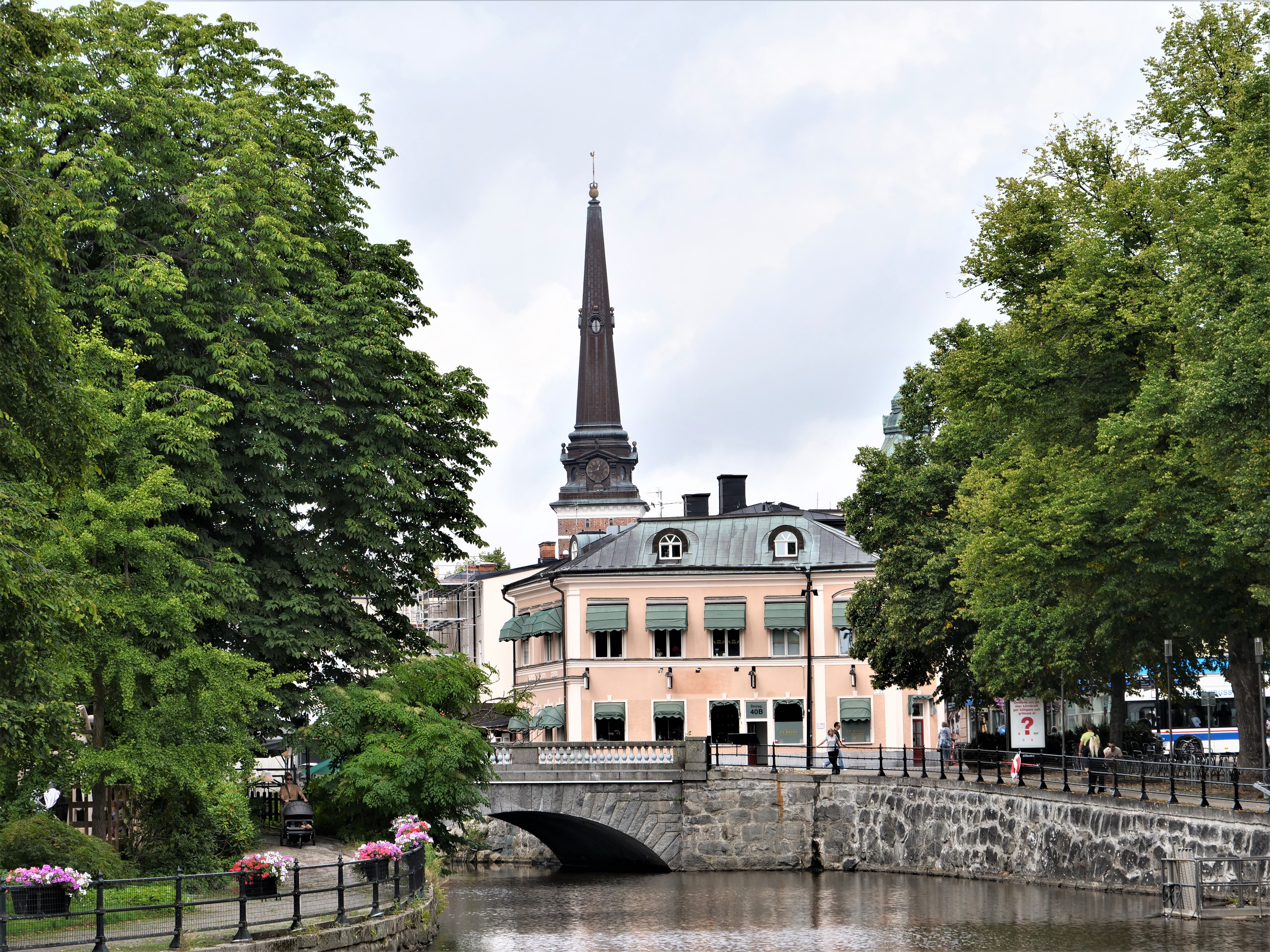
An den Ufern des Svartån
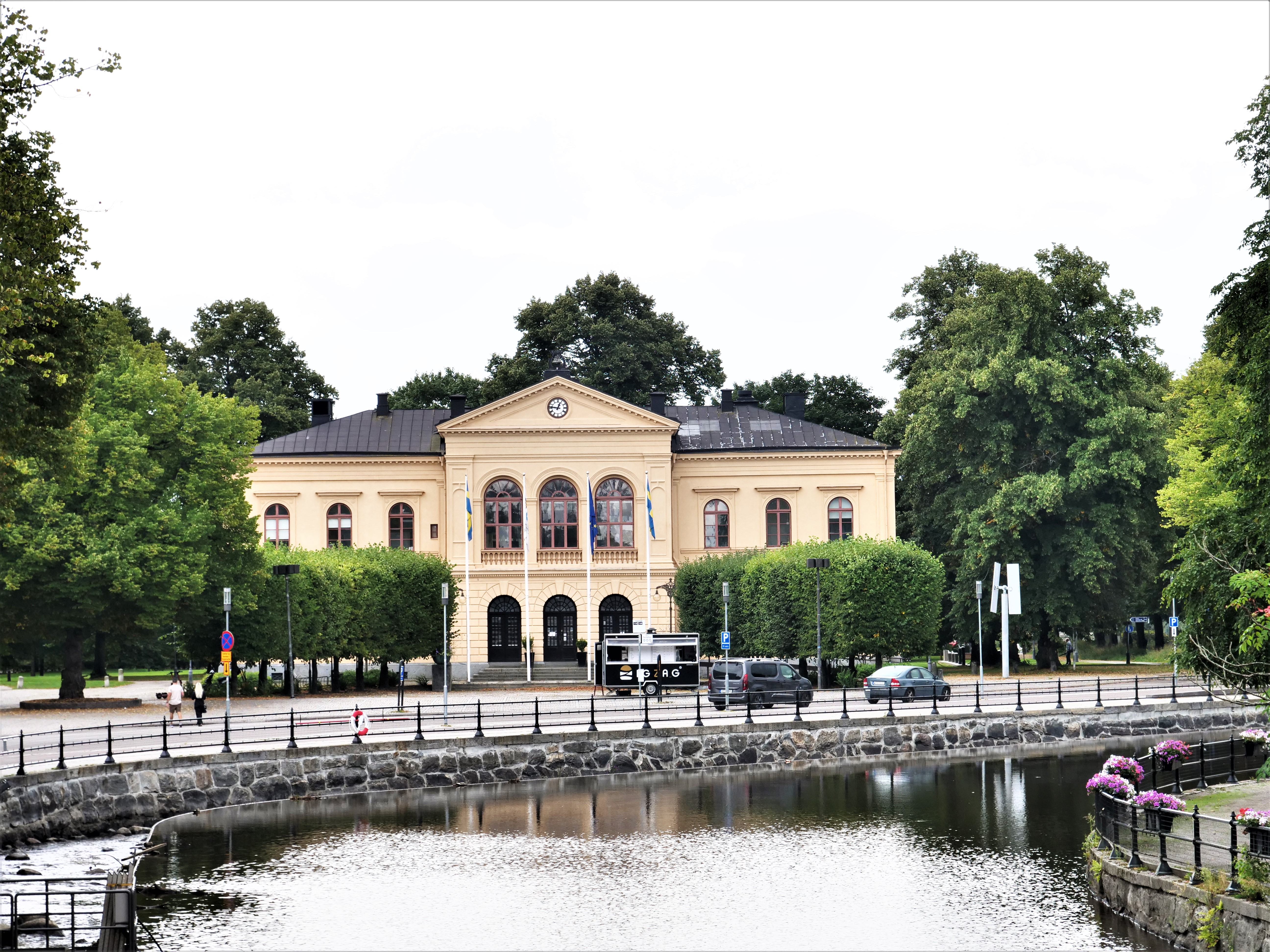
Altes Rathaus
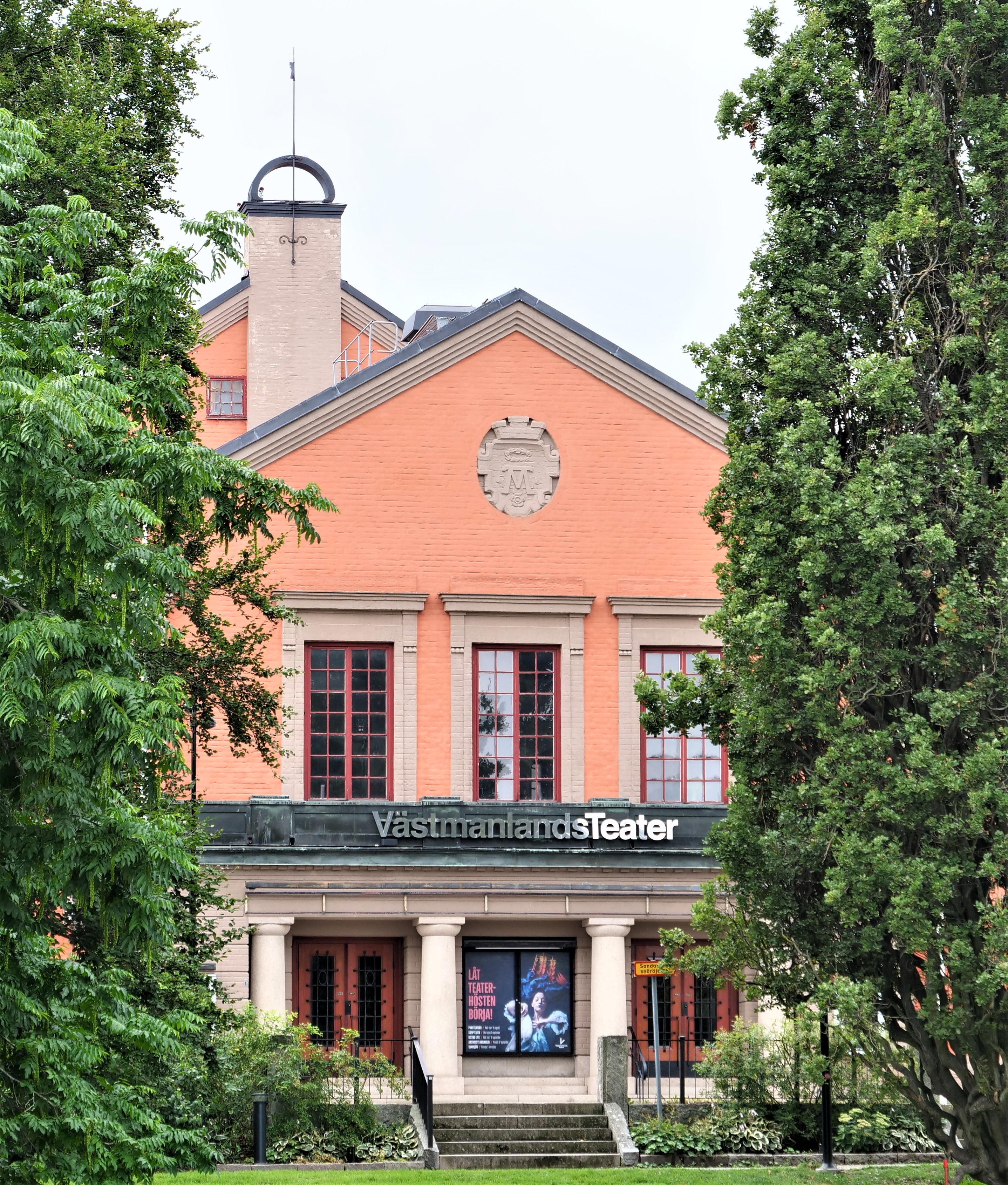
Theater
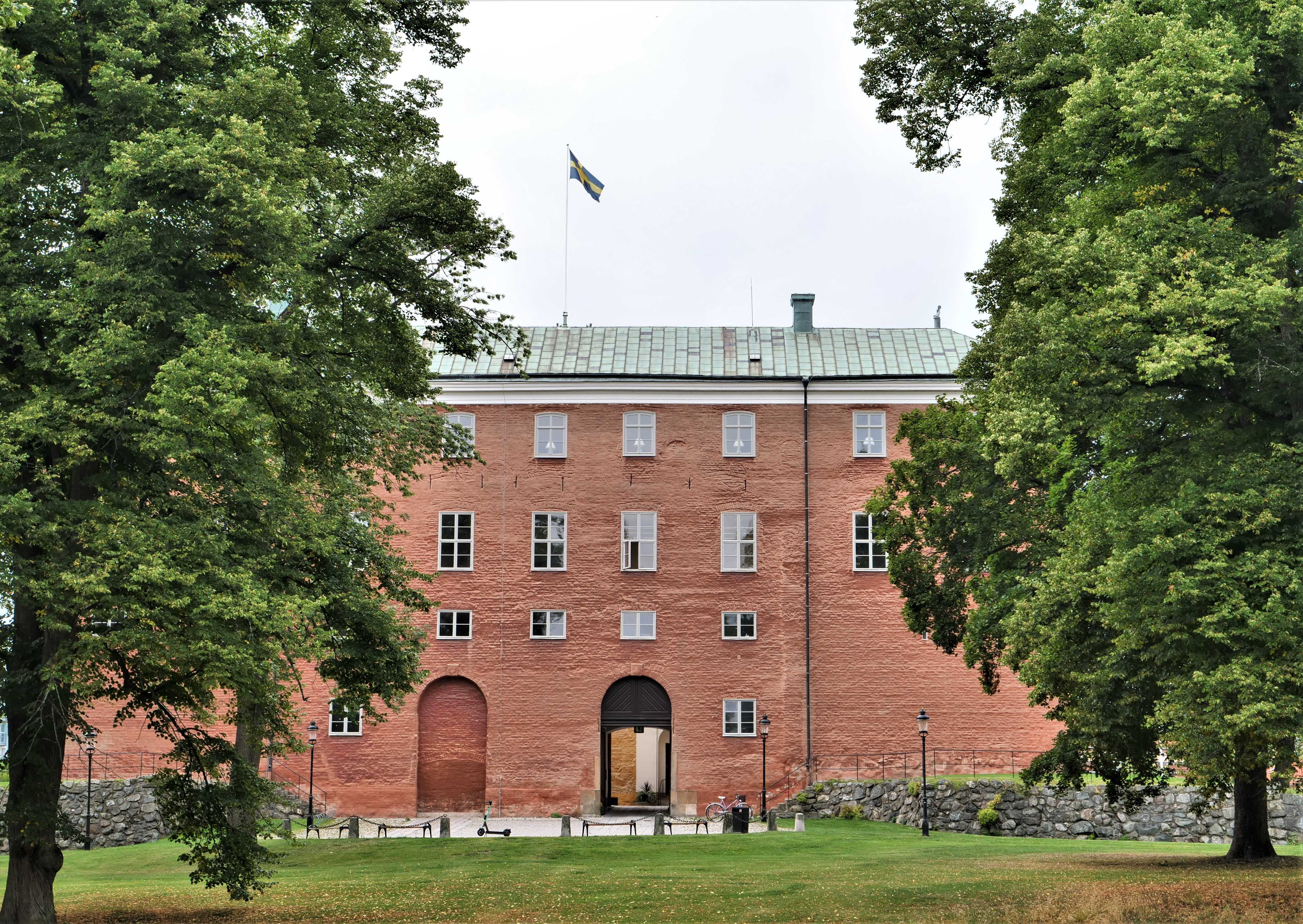
Stadtschloss

## Wirtschaft und Verkehr

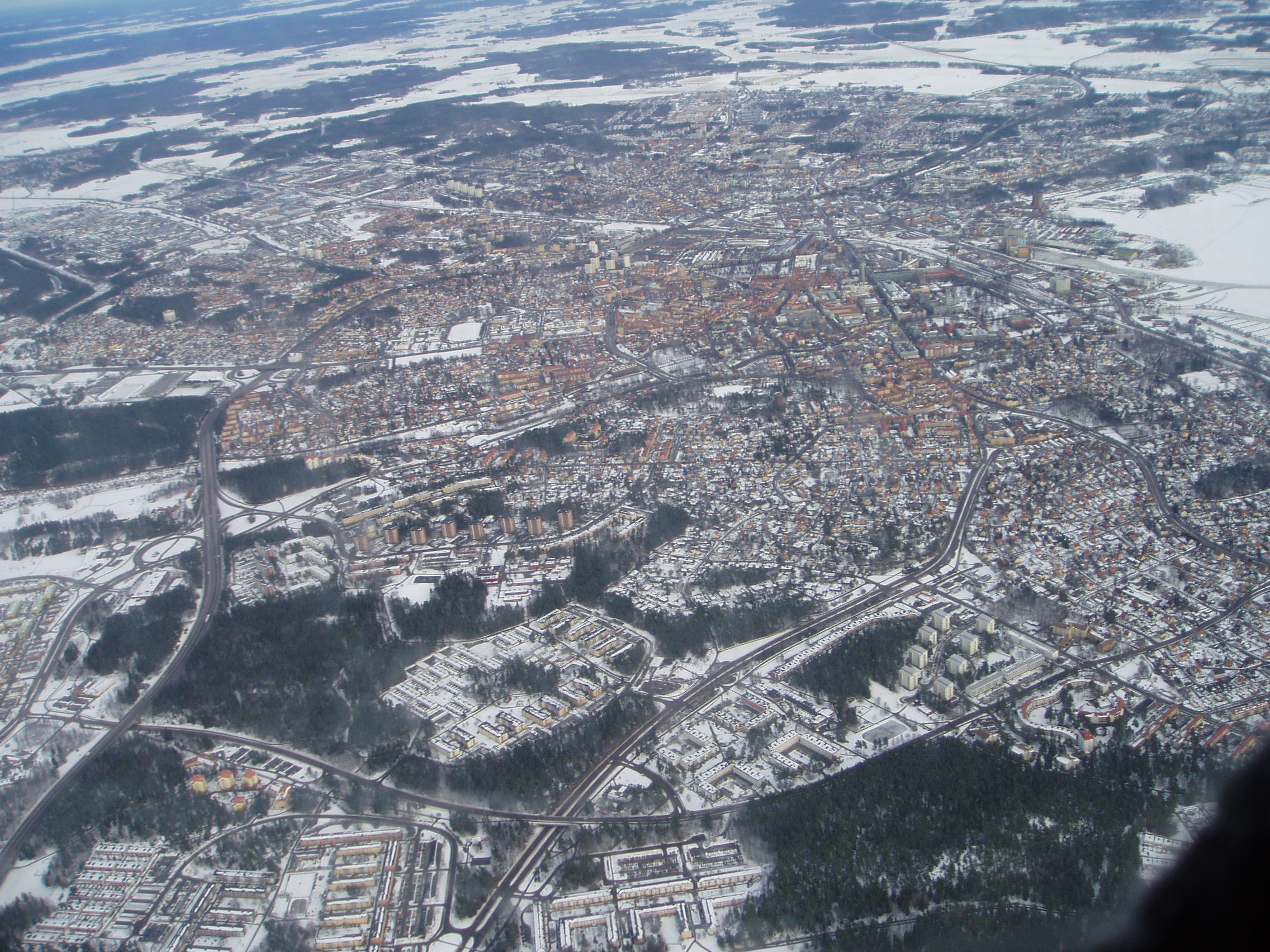
Luftbild von Västerås

Västerås ist als Industriestadt der Entstehungsort und ursprüngliche Standort des Unternehmens ASEA, das in den 1980er Jahren mit Brown, Boveri & Cie. fusionierte und seither ABB heißt. Die wirtschaftliche Abhängigkeit der Stadt von diesem Unternehmen löst sich allmählich durch die Entwicklung zur Hochschulstadt. Die zentrale Lage der Stadt macht sie zu einem Verkehrsknotenpunkt. 1947 wurde in Västerås das Unternehmen H&M, die inzwischen in Stockholm angesiedelte Modekette, eröffnet.
Die wichtigsten Arbeitgeber der Stadt Västerås (September 2005):
- ABB AB
- Bombardier Transportation (Sweden)
- Westinghouse Electric Sweden AB
- ICA Handlarnas AB (Supermarktkette)
- KF Svenska Detaljhandelsaktiebolaget
- Enics Sweden AB
- Posten Sverige AB (Die Schwedische Post)
- Mälardalens högskola (Hochschule)
- Rikspolisstyrelsen (Reichspolizeileitung)
- Samhall Vasa AB
- Alstom Power Generation AB
- Mälarenergi AB
- Peab Mellersta AB
- Västerås Technology Park
- Northvolt AB

Västerås ist mit der ca. 100 km östlich gelegenen schwedischen Hauptstadt Stockholm über die direkte Bahnstrecke Stockholm–Örebro sowie über die Autobahn E18 verbunden. Am östlichen Stadtrand von Västerås liegt der Flughafen mit dem Namen Stockholm - Västerås Airport, von dem sowohl Charter- als auch Linienflüge abgehen.

## Kultur
Der Schriftsteller Lars Gustafsson wurde hier 1936 geboren. Der Dichter und Nobelpreisträger Tomas Tranströmer war seit 1965 Bürger der Stadt. Zu seinen Ehren wurde hier 1997 der Tranströmer-Preis für Literatur ausgelobt.
1969 veröffentlichte der Journalist Sture Källberg den Interviewband Rapport från medelsvensk stad: Västerås. Das Buch bildete den Auftakt einer Welle dokumentarischer Bücher der schwedischen rapportskolan, der „Berichte-Schule“, in denen Menschen sich über ihr Leben in der Gesellschaft äußerten. Källbergs Buch erschien 1971 auf Deutsch als Bericht aus einer mittelschwedischen Stadt: Västerås und 1972 auf Englisch.
Zwei Kilometer nördlich der Stadt liegt das Vallby Friluftsmuseum, ein großes Freilichtmuseum.

## Religion
Västerås ist seit dem 12. Jahrhundert Bischofssitz der Schwedischen Kirche.
Siehe auch: Liste der Bischöfe von Västerås

## Sport

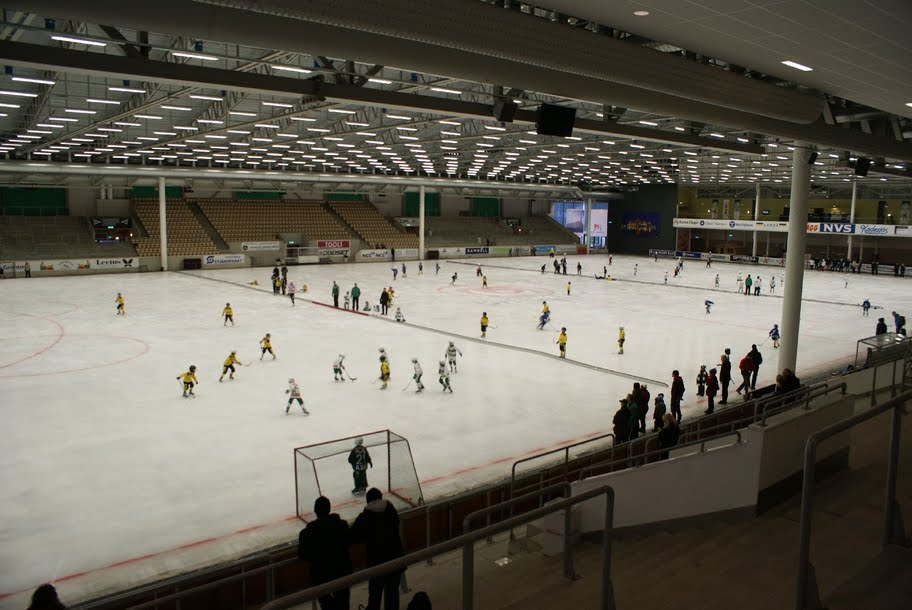
Bandyarena von Västerås SK

In der inneren Stadt befindet sich ein Rocklunda genanntes Areal, auf dem sich zahlreiche Sportanlagen befinden. So etwa eine Reithalle, eine Mehrzweckhalle, eine Eishockey- und Innebandyhalle und eine Motorrennstrecke. Auch das Fußballstadion Solid Park Arena (vormals bekannt als Swedbank Park), in dem die Fußballer vom Västerås SK ihre Heimspiele austragen, liegt auf Rocklunda. Die Bandyabteilung des Vereins ist mit 17 Meistertiteln schwedischer Rekordmeister in dieser Sportart. Die Eishockeymannschaft des Västerås IK spielte mehr als 30 Jahre in der höchsten schwedischen Eishockeyliga, der heutigen Svenska Hockeyligan.
Darüber hinaus befinden sich im Stadtgebiet Wanderwege und Skilanglaufstrecken. Mit seinem direkt am Zentrum gelegenen Yachthafen bietet die Stadt auch Seglern gute Bedingungen. Über den Mälarsee lässt sich Stockholm erreichen. Das Leichtathletikstadion Arosvallen liegt nahe der Hochschule. Im Jahr 2006 fanden hier die Weltmeisterschaften im Gummistiefelweitwurf statt.

## Städtepartnerschaften
Västerås ist eine Partnerstadt der Orte
- Akureyri in Island
- Lahti in Finnland
- Randers in Dänemark
- Ålesund in Norwegen
- Banja Luka in Bosnien
- České Budějovice in Tschechien
- Kassel in Deutschland